# Sveagruva
Sveagruva of Svea is de op twee na grootste en zuidelijkste plaats op Spitsbergen, gelegen aan het einde van de Van Mijenfjord aan de baai Braganzavågen. Het dorp ligt op ongeveer 60 kilometer van Longyearbyen en heeft de grootste mijn van Spitsbergen. Het vormt het belangrijkste onderdeel van het Noorse staatsmijnbouwbedrijf Store Norske Spitsbergen Kulkompani.
Het dorp heeft een bevolking van ongeveer 230 inwoners. De meeste van deze mijnwerkers wonen echter in Longyearbyen en pendelen elke dag naar het werk in de mijn.

## Geschiedenis
In de 19e eeuw voerden Zweedse geologen hier grote onderzoeken uit, waarbij duidelijk werd dat zich hier veel steenkool bevond. In 1910 werden monsters meegenomen naar Zweden en in 1916 werd een mijn geopend door het Zweedse bedrijf Spitsbergens Kölfelt. Het dorpje werd in 1917 gesticht. In de jaren '20 verslechterde de financiële situatie van dit bedrijf echter snel en in 1934 werd daarop door het Zweedse parlement besloten om het bedrijf voor 1 miljoen Zweedse kronen te verkopen aan het Noorse mijnbouwbedrijf Store Norske, dat nog altijd de Noorse productie op Spitsbergen leidt. Het bedrijf liet de concessie echter eerst liggen omdat men eerst bezig wilde met de voorraden rond Longyearbyen.
In 1944 werd het dorp en de mijn platgelegd door saboteurs van een onderzeeboot van de Duitse Kriegsmarine, en later weer opgebouwd. Tot de jaren zeventig werden er echter slechts enkele honderdduizenden tonnen steenkool gedolven. In 1975 volgde een plan voor een ontwikkeling van de mijnbouw tot een productie van 1 miljoen ton per jaar en de bouw van een nederzetting van 700 mensen. De risico's werden echter te groot geacht en het hele plan ging dus niet door. Pas in 1997 liep de productie weer wat op tot 297.000 ton per jaar. In de jaren 90 waren de mijnen van Longyearbyen veel productiever en verdween de plaats bijna. In 2001 werd hier echter de Svea Nord-longwall mining-mijn geopend, een van de grootste ondergrondse steenkoolmijnen van Europa en de grootste van Spitsbergen.